# David Lelei
David Kipkoech Lelei (10 maart 1971, 17 februari 2010) was een Keniaanse middenlangeafstandsloper, die gespecialiseerd was in de 1500 m.
Lelei leverde zijn beste prestatie in 1999 tijdens de Pan-Afrikaanse Spelen in Johannesburg, waar hij op de 1500 m zilver veroverde. Datzelfde jaar werd hij op dit nummer met een tijd van 3.33,82 zevende tijdens de wereldkampioenschappen in Sevilla. Op het WK indoor van 2001 in Lissabon werd hij op de 800 m in 1.46,88 vierde.
Op 17 februari 2010 kwam Lelei om het leven bij een auto-ongeluk. Volgens het blad Daily Nation kwam hij met zijn auto op de snelweg tussen Nairobi en Nakuru frontaal in botsing met een truck met oplegger. De 38-jaar oude Lelei overleed ter plekke. Moses Tanui, tweevoudig winnaar van de marathon van Boston, die ook in het voertuig zat, raakte gewond. Over de toedracht van het ongeluk is nog niets bekend.

## Prestaties
| Jaar | Wedstrijd                          | Plaats       | Resultaat | Extra  |
| ---- | ---------------------------------- | ------------ | --------- | ------ |
| 1999 | Wereldkampioenschappen             | Sevilla      | 7e        | 1500 m |
| 1999 | All-Africa Spelen                  | Johannesburg | 2e        | 1500 m |
| 1999 | IAAF Grand Prix finale             | München      | 5e        | 1500 m |
| 2001 | IAAF wereldkampioenschappen indoor | Lissabon     | 4e        | 800 m  |

## Persoonlijke records
Outdoor
| Onderdeel   | Prestatie | Datum        | Plaats    |
| ----------- | --------- | ------------ | --------- |
| 800 m       | 1.43,97   | 2 maart 2000 | Melbourne |
| 1000 m      | 2.16,43   | 7 juni 2003  | Palo Alto |
| 1500 m      | 3.31,53   | 19 juli 1998 | Stuttgart |
| 1 Eng. mijl | 3.53,14   | 7 juli 1999  | Rome      |
| 2000 m      | 5.01,43   | 8 juni 1998  | Praag     |

Indoor
| Onderdeel | Prestatie | Datum            | Plaats       |
| --------- | --------- | ---------------- | ------------ |
| 800 m     | 1.45,65   | 15 februari 2001 | Stockholm    |
| 1000 m    | 2.19,52   | 23 februari 2001 | Gent         |
| 1500 m    | 3.37,84   | 7 februari 1999  | Stuttgart    |
| 2000 m    | 5.03,97   | 28 februari 1999 | Sindelfingen |